# Dubaj villamosvonal-hálózata
Dubaj, az Egyesült Arab Emírségek második legnagyobb városa 2008 áprilisa óta két, egymástól függetlenül épülő villamosprojekttel is rendelkezik, a belvárosi Burdzs Dubaj villamossal, valamint az asz-Szufúh névre hallgatóval. Az első vonal Al Sufouh ↔ Jumeirah Beach viszonylatban 2014. november 11-én került átadásra. Megnyitásával az Arab-félsziget első villamosvonala jött létre.

## Története

### Első vonal
Az asz-Szufúh névre hallgató vonal létesítésének tervét 2008 áprilisában jelentette be a Dubaji Közlekedési Hatóság. A majdan 14,5 km hosszú vonal a névadó asz-Szufúh út mentén fut, összekötve a kikötőt a Burdzs al-Arabbal, valamint a Mall of Emirates-szel. A vonal három ponton biztosít átszállást a metró vörös vonalára. A 2014 november 11-én megnyílt első szakasz 10,6 km hosszú, 11 állomást kiszolgálva 11 szerelvény segítségével. A második ütemben a vonalat újabb négy kilométerrel, és hat új állomással toldják meg, ezzel az állomások száma 17-re nő.
Az állomások mindegyike zárt és légkondicionált. Akárcsak a dubaji metró, a villamos is külön kocsival várja a női utasokat. Ezenkívül az alapdíj kétszereséért, 6 dirhamért (mintegy 400 forint) lehet jegyet kapni az elegánsabb első osztályú kocsikba. A vonal építése 1,09 milliárd dollárba, azaz mintegy 270 milliárd forintba került.
A hosszabbítás a járatsűrűség növelésével is fog járni, újabb 14 szerelvény beállításával. A vonal tervezését és építését az Alstom, Besix, Serco és Parsons által alkotott konzorcium fogja végezni.
A vonalon közlekedő járművek Alstom Citadis 402 típusúak lesznek, 44 méter hosszúak, kapacitásuk 300 fő körül lesz darabonként. A napi 20 órán keresztül közlekedő kocsik átlagsebessége előreláthatólag 25 km/h lesz, így a menetidő várhatóan félóra körül fog alakulni. A vonal biztonsági, kényelmi és esztétikai szintje miatt jelenleg nem elterjedt megoldásokat fog alkalmazni. A járművek áramfelvétele felsővezeték helyett alsószedéssel történik, az először (és jelenleg még csak ott használt) Bordeaux számára kifejlesztett APS technológia segítségével. Az asz-Szufúh villamos az első lesz a világon, ahol a peronok és a vágányok között peronfalat építenek ki, melynek ajtói csak a jármű beérkeztével nyílnak ki.

### További vonalak
A belvárosi, a Burdzs Dubaj környékét kiszolgálni hivatott, 4,6 km hosszú vonalat az emír 2008 áprilisában jelentette be. Az 500 millió dirhemből megvalósuló rendszer két különálló vonalból fog állni. Az első, előreláthatólag 2009 végén megnyíló vonal 1,1 km hosszú lesz, a Dubaji metró Burdzs Dubaj állomását fogja összekötni a Dubai Mallal, egy közbenső megállóval a Dubai Mall Hotelnél. A projekt keretében megvalósuló másik vonal az elsővel ellentétben egyirányú lesz, egy hurkot leírva a területen. A 2010-ben megnyíló vonalnak 10 állomása lesz. A járművek a hurokban az óramutató járásának megfelelően fognak közlekedni.
A tervek szerint a maradék két szakaszt, valamint a hozzájuk tartozó hat állomást 2016-ig fejezik be.